# Dinky (film)
Pour plus de détails, voir Fiche technique et Distribution.
Dinky est un film américain en noir et blanc réalisé par D. Ross Lederman et Howard Bretherton, sorti en 1935.

## Synopsis
Accusée de fraude, Mme Daniels est condamnée à faire de la prison. Au préalable, elle emmène son fils Dinky à l'école militaire et parvient à lui cacher son méfait. Mais Dinky apprend la vérité ; il quitte alors volontairement l'école et intègre un orphelinat. À son tour, il cache la vérité à sa mère, avec laquelle il entretient une correspondance, et lui fait croire qu’il est toujours élève à l'école militaire.

## Fiche technique
- Titre Dinky
- Réalisation : D. Ross Lederman et Howard Bretherton
- Scénario : Harry Sauber, John Fante, Frank Fenton, Gilson Brown
- Photographie : Arthur Edeson
- Montage : Thomas Richards
- Direction artistique : John Hughes
- Société de production et de distribution : Warner Bros.
- Pays de production :  États-Unis
- Langue d'origine : anglais américain
- Format : noir et blanc — 35 mm — 1,37:1 — son : mono
- Genre : drame
- Durée : 65 minutes
- Dates de sortie :
  - États-Unis : 11 mai 1935
  - France : 4 octobre 1935

## Distribution
- Jackie Cooper : Dinky Daniels
- Mary Astor : Mme Martha Daniels
- Roger Pryor : Tom Marsden
- Henry Armetta : Tony Karamazo, the junkman
- Betty Jean Hainey : Mary
- Henry O'Neill : colonel Barnes
- Jimmy Butler (en) : Cadet Lane
- George Ernest (en) : Jojo
- Edith Fellows : Sally
- Sidney Miller (en) : Sammy
- Richard Quine : Jackie Shaw
- Clay Clement : Gerald Standish